# رضاالکریم ریحان
رضاالکریم ریحان (بنگالی: রেজাউল করিম রেহান؛ زادهٔ ۶ سپتامبر ۱۹۶۸) بازیکن فوتبال اهل بنگلادش بود.
وی همچنین در تیم‌های ملی فوتبال زیر ۲۰ سال بنگلادش و بنگلادش بازی کرده است.
وی در مسابقات کشوری و بین‌المللی در مجموع برندهٔ ۱ مدال نقره، ۱ مدال برنز شده است.